# Myriam Kloster
Myriam Kloster (ur. 4 sierpnia 1989 w Montreuil we Francji) – francuska siatkarka, grająca na pozycji środkowej. Od sezonu 2020/2021 występuje w drużynie Pays d'Aix Venelles.

## Sukcesy klubowe
Mistrzostwo Francji:
- 2019
- 2009, 2010, 2011, 2015, 2016, 2018

Puchar Francji:
- 2015, 2016, 2018

## Nagrody indywidualne
- 2009: Najlepsza zagrywająca Ligi Europejskiej
- 2015: MVP i najlepsza blokująca ligi w sezonie 2014/2015